# Bush (groupe)
Pour les articles homonymes, voir Bush.
Bush ou Bush X jusqu'en 1997 au Canada est un groupe de rock britannique, originaire de Londres, en Angleterre. Formé en 1992, le groupe sort en 1994 un premier album intitulé Sixteen Stone. Cet album sera vendu à plus de six millions d'exemplaires rien qu'aux États-Unis, de nombreux singles sont sortis sur ce premier album : Everything Zen, Little Things, Comedown, Machinehead, et Glycerine.
En 1996, le groupe revient avec un deuxième album très attendu nommé Razorblade Suitcase. Le premier single de ce deuxième album Swallowed est un tube (il entre notamment dans les charts anglais). L'album est un succès et se vend à plus de trois millions d'exemplaires aux États-Unis. En 1997, sort un album de chansons remixées par différents artistes dont Tricky. Cet album se nomme Deconstructed. En 1999, Bush revient avec un nouvel album studio The Science of Things. Le premier single provenant de cet album est The Chemicals Between Us, puis suivra Letting the Cables Sleep.
En 2001, Bush sort un nouvel album Goldenstate. L'album ne connaît pas le même succès que les précédents. Par la suite, le groupe ne sort plus d'albums et les différents membres travaillent sur d'autres projets. Le chanteur du groupe Gavin Rossdale travaille notamment sur plusieurs bandes originales de films et fonde le groupe Institute ; il sort aussi un album solo qui se nomme Wanderlust. Une compilation sort en 2005 : Zen X Four ; puis Bush se reforme en 2010 et travaille sur leur nouvel album qui devait s'appeler Everything Always Now et dont le titre sera changé pour The Sea of Memories. Ils sortiront ensuite Man on the Run (2014), Black and White Rainbows (2017) et The Kingdom (2020).

## Biographie

### Débuts (1992–1995)
Après avoir quitté le groupe Midnight, Gavin Rossdale fait la rencontre du guitariste de King Blank, Nigel Pulsford, en 1992. Les deux partagent une passion commune pour le groupe de rock alternatif américain les Pixies. Ils formeront un groupe appelé Future Primitive. Pour décrire le son de ce groupe, un exécutif de label dira plus tard : « Ils ne jouaient rien de ce qu'on entend aujourd'hui – c'était un peu comme le son commercial d'INXS. » Le duo recrute ensuite le bassiste Dave Parsons et le batteur Robin Goodridge pour compléter la formation. Le groupe choisit ensuite le nom de Bush, d'après Shepherd's Bush, à Londres, leur résidence.
En 1993, le groupe est signé par Rob Kahane, qui avait un contrat de distribution avec Hollywood Records, dirigé par Disney. Le groupe enregistre son premier album, Sixteen Stone, au début de 1994. Cependant, la mort de l'exécutif de Disney, Frank G. Wells, élimine un soutien de Kahane, et les exécutifs de Hollywood Records jugeront l'album de Bush non publiable. De ce fait, les membres de Bush publieront l'album chez Interscope Records à la fin 1994, Kahane ayant envoyé une copie de l'album à un ami travaillant à la chaîne de radio KROQ-FM, basée à Los Angeles, qui ajoutera Everything Zen sur les ondes.
Aux Billboard Music Charts (Amérique du Nord), Sixteen Stone atteint la quatrième place des Heatseekers et du Billboard 200. L'album comprend deux singles classés au Top 40. Après six mois de soutien à Sixteen Stone, l'album se vend mieux. Ce sont les singles Little Things et Machinehead qui se classeront en Amérique du Nord.

### Razorblade Suitcase(1996–1998)
À la fin 1996, Bush publie son premier single, Swallowed, issu de leur deuxième album intitulé Razorblade Suitcase. La chanson passe sept semaines au classement Modern Rock Tracks. Il est suivi par le single Greedy Fly. L'album atteint la première place en Amérique et se place dans les classements européens. Razorblade Suitcase fait participer l'ingénieur-son Steve Albini, ce qui est mal perçu par la presse spécialisée. Albini a collaboré avec notamment Nirvana à leur dernier album, In Utero, trois ans auparavant. Bush publiera plus tard l'album remix Deconstructed, dans lequel ils remixent leurs chansons dans les genres dance et techno. L'album sera certifié disque de platine.

### The Science of Things(1999–2000)
Après leur tournée, Rossdale se dirigera en Irlande, où il travaillera sur le nouvel album du groupe. Rossdale envoyait périodiquement quelques cassettes démo à ses collègues. Le groupe enregistre ensuite l'album à Londres en août 1998, où le groupe collabore encore avec les producteurs de Sixteen Stone, Clive Langer et Alan Winstanley.
La sortie de The Science of Things est repoussée à cause d'un conflit juridique entre le groupe et le label Trauma Records. Les faits se déroulent au début de 1999 et l'album est finalement publié en octobre la même année. The Science of Things diffère complètement de leurs deux précédents albums. Il atteint, comme ses prédécesseurs, le statut de disque de platine. Aussi, contrairement à ses prédécesseurs orientés grunge, The Science of Things s'inspire de la musique électronique.

### Golden Stateet séparation (2001–2002)
En octobre 2001, et désormais au label Atlantic Records, Bush sort l'album Golden State. Alors que l'album revient à un son simpliste et entraînant, comme aux débuts du groupe, il n'atteint pas le même succès commercial que ses prédécesseurs. Plusieurs singles sont publiés, plus particulièrement The People That we Love, mais aucun n'atteindra un réel succès. The People that We Love (Speed Kills) est utilisé dans le jeu Need for Speed: Hot Pursuit 2. En janvier 2002, Pulsford se retire du groupe après la sortie de Golden State pour passer plus de temps avec sa famille. Chris Traynor le remplace pour les tournées. En 2005, une compilation intitulée The Best of: 1994-1999 et un album live, Zen X Four, sont publiés.

### Retour etThe Sea of Memories(2010–2013)

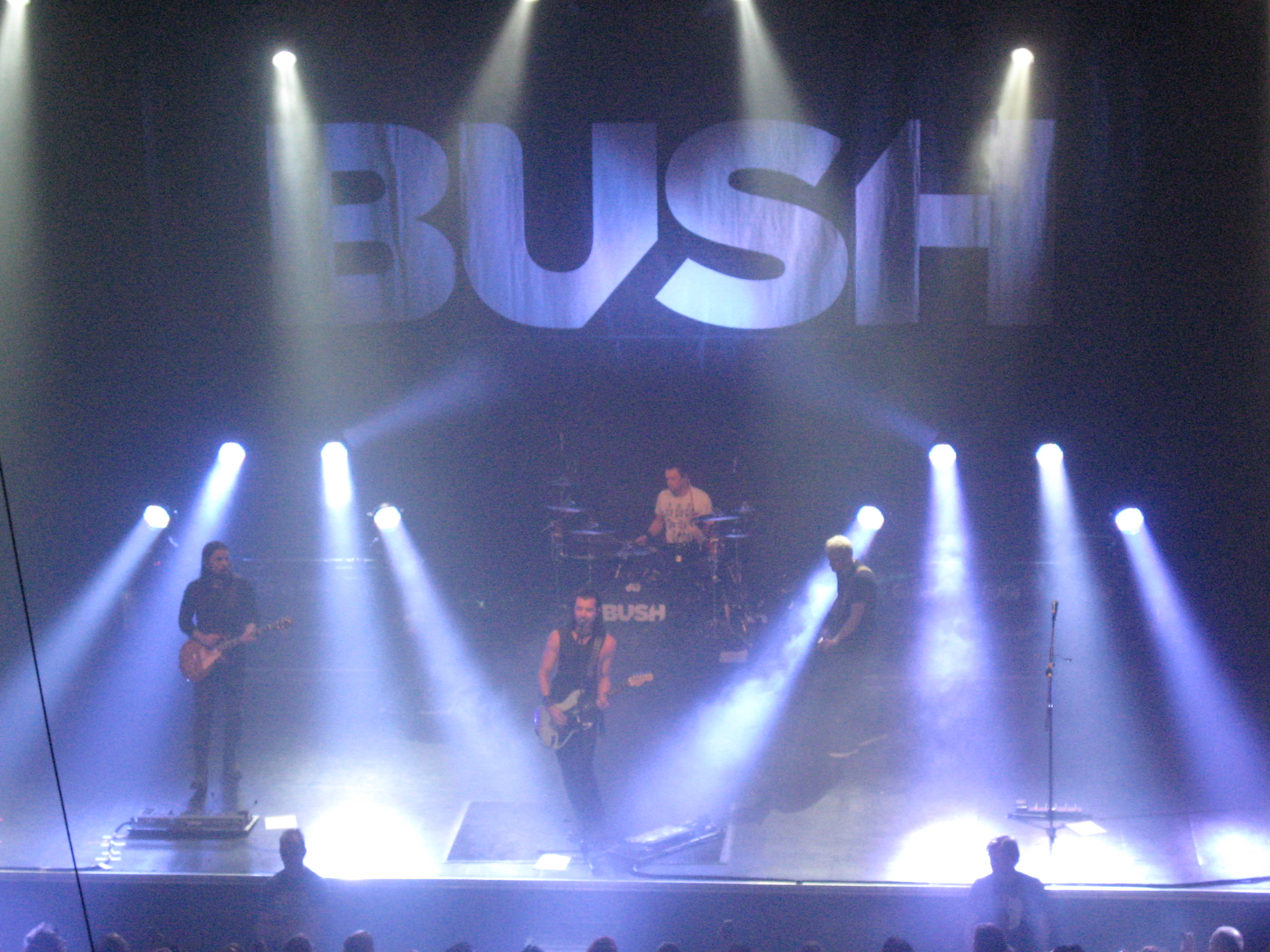
Bush en concert au 013, le 16 novembre 2011.

Le 22 juin 2010, Bush annonce son premier concert en huit ans à l'Epicenter Music Festival à Fontana le 25 septembre 2010. Un nouvel album, Everything Always Now, est aussi annoncé. Nigel Pulsford et Dave Parsons quitteront ensuite le groupe. Ils sont alors remplacés par Chris Traynor et Corey Britz.
Gavin annonce à la radio le titre de leur nouvel album, The Sea of Memories, et sa sortie en septembre ; il atteint la 18e place du Billboard 200. Le premier single de l'album, The Sound of Winter, est publié en juillet 2011 et atteint la première place des Billboard Alternative Songs. Le 19 novembre 2011, Bush joue pour les Guitar Center Sessions de DirecTV. L'épisode comprend une entrevue avec l'animateur Nic Harcourt. Leur chanson Into the Blue devient la bande-son du film The Avengers, publiée le 1er mai 2012. Ils jouent avec Nickelback pendant la tournée Here and Now.

### Man on the Run(2014–2016)
Le 26 mars 2014, Bush annonce l'enregistrement d'un sixième album studio avec le producteur Nick Raskulinecz. Gavin Rossdale annonce le 18 août 2014 que ce nouvel album, Man on the Run, sera publié en pré-commande et en version CD deluxe. Le lendemain, le groupe révèle le single The Only Way Out. En novembre 2014, le groupe annonce des dates de tournée qui débuteront à partir de janvier 2015. En juin 2016, Bush publie le clip de la chanson People at War.

### Black and White Rainbows(2017–2019)
En janvier 2017, Bush annonce un septième album studio. Le 6 février 2017, le groupe annonce le titre, et la date de sortie pour le 10 mars 2017, ainsi que le titre de l'album, Black and White Rainbows. Le premier single de l'album, Mad Love, est publié le même jour.

### The Kingdom (2020)
The Kingdom est le titre de leur prochain album, dont la sortie est prévue en mai 2020[réf. souhaitée].
C'est un titre de l'album, Bullet Holes, qui accompagne le générique de fin du film John Wick Parabellum, paru au 1er semestre 2019.

## Membres

### Membres actuels
- Gavin Rossdale - chant, guitare (1992–2002, depuis 2010)
- Robin Goodridge - batterie (1992–2002, depuis 2010)
- Chris Traynor - guitare solo (2002, depuis 2010)
- Corey Britz - basse (depuis 2010)

### Anciens membres
- Nigel Pulsford - guitare solo (1992–2002)
- Dave Parsons - basse (1992–2002)

### Membres de tournée
- Sacha Puttnam – claviers, chœurs (2002)
- Sibyl Buck – basse (2012, 2013)